# Томас Макгвайр
Томас Б'юкенен Макгвайр молодший (англ. Thomas Buchanan McGuire Jr.; 1 серпня 1920 — 7 січня 1945) — американський льотчик-винищувач, учасник Другої світової війни.

## Біографія
Народився 1 серпня 1920 року в Риджвуді, штат Нью-Джерсі. Наприкінці 1920-х років разом з матір'ю переїхав до Сібрінгу, штат Флорида. Після закінчення середньої школи у 1938 році вступає до Технологічного інституту Джорджиї.
Після 3-го курсу у 1941 році за контрактом вступає до льотного училища в Корсикані, штат Техас. Після навчання та проходження курсу льотної підготовки в Рендольф Філдз, отримує звання пілота.
Льотну кар'єру розпочав на Bell P-39 Airacobra у складі 54-ї льотної групи, здійснюючи польоти над Аляскою та Алеутськими островами.
У лютому-березні 1943 року він проходить курс перепідготовки на літаку Lockheed P-38 Lightning, після чого направляється до 49-ї винищувальної групи, що діяла в південній частині Тихого океану. За 5 місяців потому в складі 5-го повітряного флоту США під керівництвом генерал-лейтенанта Джорджа Кеннея була створена 475-а винищувальна група на літаках Lockheed P-38 Lightning і Томас Макгвайр увійшов до складу 431-ї винищувальної ескадрильї цієї групи.
17 жовтня 1943 року Макгвайр ледь не загинув, вступивши у бій з 7-ма японськими винищувачами Mitsubishi A6M Zero. Під час бою збив три літаки, але й сам був збитий. Вистрибнув з парашутом у океан, де його, з численними пораненнями і травмамами, підібрав екіпаж торпедного катера. Після 6-тижневого перебування у шпиталі, повернувся у стрій. За цей бій був нагороджений Срібною Зіркою та Пурпуровим Серцем.
У подальшому обіймав посаду командира 431-ї винищувальної ескадрильї.
7 січня 1945 року у складі групи з 4 винищувачів під час повітряного бою над островом Негрос загинув. Двигун його літака заглох під час виконання складного маневру й винищувач впав на землю й вибухнув.
У 1947 році його останки були перепоховані з усіма військовими почестями на Арлінгтонському національному кладовищі.
Всього на бойовому рахунку майора Томаса Макгвайра 38 повітряних перемог.

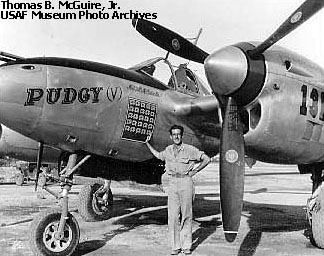
Томас Макгвайр біля бойового літака

## Нагороди
- Медаль Пошани (США)
- Хрест «За видатні заслуги» (США)
- Срібна Зірка (США)
- Хрест льотних заслуг (США)
- Пурпурне Серце (США)
- Медаль ВПС (США)

та інші медалі.

## Особисте життя
У грудні 1942 року одружився зі студенткою коледжу Мерилін Гіслер.